# Liste der Biografien/Schib
Liste der Biografien |
Portal Biografien |
Personensuche
# |
A |
B |
C |
D |
E |
F |
G |
H |
I |
J |
K |
L |
M |
N |
O |
P |
Q |
R |
S |
T |
U |
V |
W |
X |
Y |
Z |
?
 
Sa |
Sb |
Sc |
Sd |
Se |
Sf |
Sg |
Sh |
Si |
Sj |
Sk |
Sl |
Sm |
Sn |
So |
Sp |
Sq |
Sr |
Ss |
St |
Su |
Sv |
Sw |
Sy |
Sz
 
Sca–Sce |
Sch |
Sci–Scz
 
Scha |
Schc |
Schd |
Sche |
Schg |
Schi |
Schj |
Schk |
Schl |
Schm |
Schn |
Scho |
Schp |
Schr |
Schs |
Scht |
Schu |
Schv |
Schw |
Schy
 
Schia |
Schib |
Schic |
Schid |
Schie |
Schif |
Schig |
Schih |
Schij |
Schik |
Schil |
Schim |
Schin |
Schio |
Schip |
Schir |
Schis |
Schit |
Schiu |
Schiv |
Schiw |
Schiz
Die Liste der Biografien führt alle Personen auf, die in der deutschsprachigen Wikipedia einen Artikel haben. Dieses ist eine Teilliste mit 25 Einträgen von Personen, deren Namen mit den Buchstaben „Schib“ beginnt.

## Schib
- Schib Torra, Gret (* 1940), Schweizer Romanistin, Übersetzerin
- Schib, Karl (1898–1984), Schweizer Historiker, Pädagoge sowie Politiker (FDP)
- Schib, Paul (1901–1990), Schweizer Politiker (KVP)

### Schiba
- Schibajew, Alexander Igorewitsch (* 1990), russischer Tischtennisspieler
- Schibani Khan († 1266), Herrscher der Weißen Horde
- Schibany, Andreas (1966–2014), österreichischer Innovations- und Zukunftsforscher
- Schibany, Jannick (* 1993), österreichischer Fußballspieler

### Schibb
- Schibber, Eckart (1938–2012), deutscher Moderator und Journalist

### Schibe
- Schiber, Johann Baptist von (1764–1829), deutscher Jurist

### Schibi
- Schibig, Augustin (1766–1843), Schweizer Priester
- Schibilsky, Michael (1946–2005), deutscher evangelischer Theologe

### Schibl
- Schibler, Armin (1920–1986), Schweizer Komponist
- Schibler, Johann Oskar (1862–1932), Schweizer Politiker und Richter
- Schibler, Ueli (* 1947), Schweizer Chronobiologe
- Schibler-Kägi, Claire (1901–1965), Schweizer Volkskundlerin, Kunsthistorikerin und Autorin
- Schiblī, Abū Bakr asch- (861–946), Sufi (islamischer Mystiker)
- Schibli, Barbara (* 1975), Schweizer Schriftstellerin und Gymnasiallehrerin
- Schibli, Emil (1891–1958), Schweizer Buchhändler, Lehrer und Schriftsteller
- Schibli, Ernst (* 1952), Schweizer Politiker
- Schibli, Gisela (* 1994), Schweizer Unihockeyspielerin
- Schibli, Josef (1925–2019), schweizerisch-schwedischer Grafiker, Radierer, Zeichner, Zeichenlehrer, Maler und Autor
- Schibli, Sigfried (* 1951), schweizerischer Musikpublizist und Autor

### Schibs
- Schibschid, Klaus (1951–2021), deutsch-rumänischer Handballspieler
- Schibsted, Christian (1812–1878), norwegischer Verleger

### Schibu
- Schibukat, Herbert (1914–1999), deutscher Eishockeyspieler